# Faden (Segelflug)

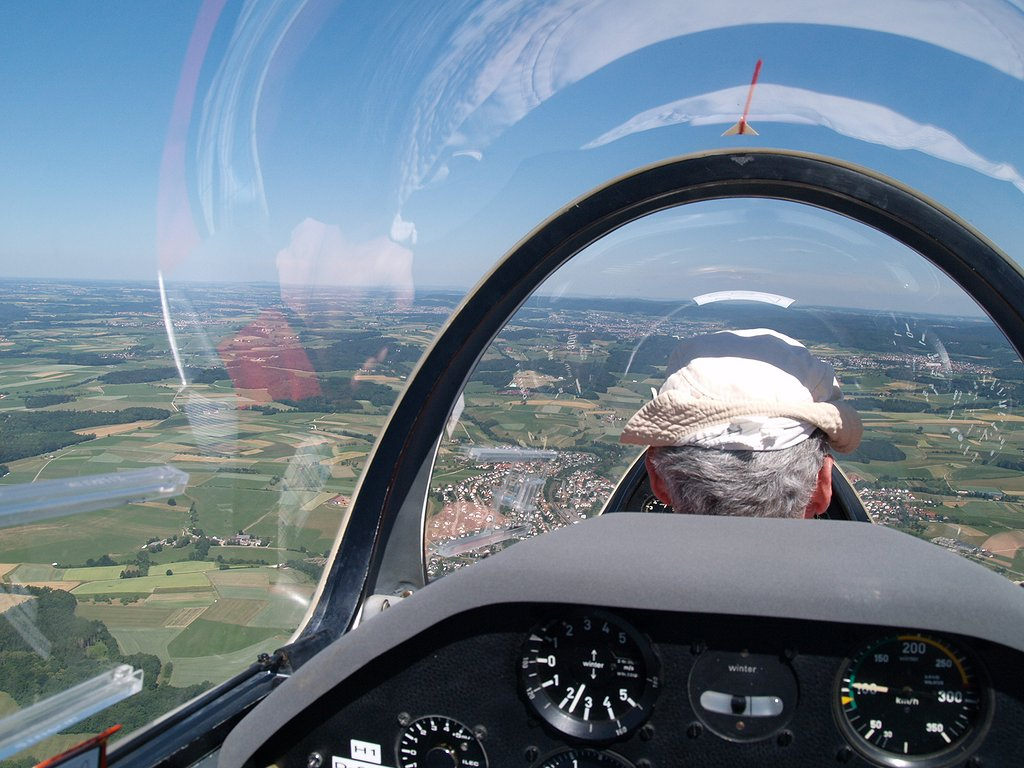
ASK 21 im Flug; der Faden ist über dem Kopf des vorderen Piloten deutlich zu sehen (dieser Faden wird vom hinteren Piloten verwendet, ein zweiter Faden ist weiter vorn für den vorderen Piloten angebracht, hier nicht zu sehen). Zwischen den Rundinstrumenten unterhalb des Kopfes ist eine Kugellibelle.

Als Faden oder Haubenfaden bezeichnet man im Segelfliegen einen meist außen an der Cockpithaube des Segelflugzeuges von innen sichtbar einseitig befestigten kurzen, meist roten Wollfaden. Auch in modernen Hochleistungssegelflugzeugen ist der Faden ein billiges, aber wichtiges Instrument.

## Haubenfaden
Der Faden richtet sich im Flug wie eine Fahne entlang des Fahrtwindes aus und zeigt dem Piloten die Richtung der Luftströmung am Flugzeug. Um mit möglichst geringem Widerstand zu fliegen, steuert man so, dass der Faden parallel zur Längsachse des Flugzeugs bleibt. Wenn das Flugzeug sich nicht entlang seiner Längsachse, sondern seitlich „schräg“ durch die umgebende Luft bewegt, steigt der Luftwiderstand an, das Flugzeug verliert unnötig Geschwindigkeit und/oder sinkt. Diesen Zustand bezeichnet man als „Schiebeflug“.
Im Motorflug erfüllt die Kugellibelle eine ähnliche Aufgabe, der Faden an Segelflugzeugen ist jedoch wesentlich empfindlicher. Aufgrund der Krümmung der Haube ist die Ablenkung des Fadens größer als der Schiebewinkel, sodass die Ablesung leichter ist.
Der Faden ist auch an Flugzeugen wie der Lockheed U-2 zu finden.

## Seitenfaden

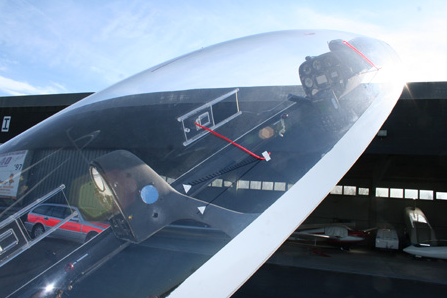
Seitenfaden auf einer Segelflugzeughaube zur Bestimmung des Anstellwinkels. Die Markierungen auf der Haube sind beim hinteren Faden zu erkennen (weiße Dreiecke und schwarze Striche, bsp. für Strömungsabriss und bestes Gleiten).

Eine weniger verbreitete Einsatzweise des Fadens ist die als Seitenfaden: zwei Fäden links und rechts vom Instrumentenbrett außen an der Haube angebracht, um den Anstellwinkel zu zeigen. Mithilfe des Fadens kann das Segelflugzeug, je nach Situation, mit dem Anstellwinkel des besten Gleitens, des geringsten Sinkens, und sicher mit einem Anstellwinkel unterhalb des Strömungsabrisses geflogen werden. Ohne Seitenfaden versucht der Pilot, anhand des Fahrtmessers mit diesen Anstellwinkeln zu fliegen. Der Seitenfaden, anders als der Fahrtmesser, zeigt aber den Anstellwinkel unabhängig von Beladung, Wasserballast, Lastvielfachen und Seilzug im Windenstart.
Zur Ablesung des Seitenfadens werden auf der Haube (oder auf transparentem Klebeband) Markierungen angebracht, die die Positionen beim Strömungsabriss, beim geringsten Sinken und beim besten Gleiten zeigen. Genau wie beim Haubenfaden sind die Bewegungen des Seitenfadens größer als die Anstellwinkeländerungen, was die Interpretation erleichtert. Selbstverständlich können Seitenfäden und Haubenfaden gleichzeitig verwendet werden. Da der Seitenfaden sehr empfindlich gegenüber dem Schiebewinkel ist, wird empfohlen, Seitenfäden an beiden Seiten der Haube anzubringen.
Ausführliche Untersuchungen des Seitenfadens wurden von der Akademischen Fliegergruppe Köln durchgeführt und veröffentlicht.